# Миколаївська церква (Володимир)
Миколаївська церква — парафіяльний православний храм у місті Володимир Волинської області України.
Церква, збудована у 1780 році, є пам'яткою архітектури та містобудування національного значення, охоронний номер № 1011.
Належить до типу невеликих безверхих храмів.

## Історія

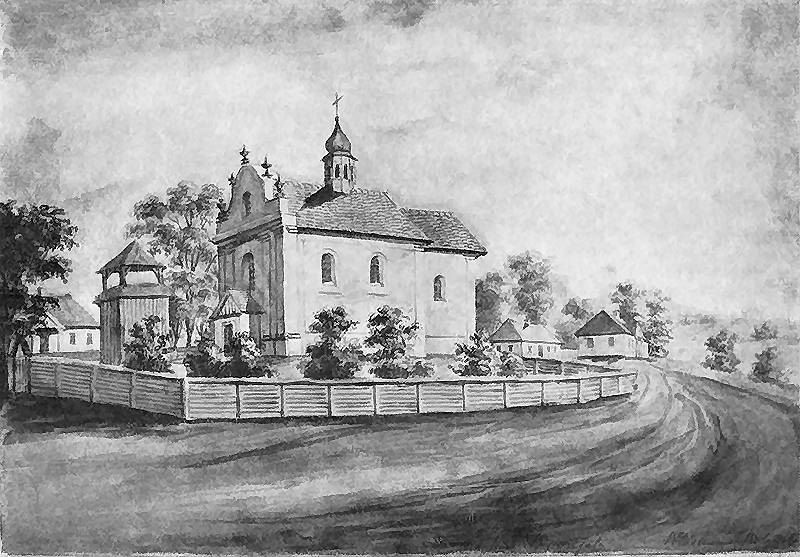
Наполеон Орда. Каплиця святого Йосафата у Володимирі. Папір, олівець, акварель, 21,6 x 28,5.

Храм був збудований у 1780 році як каплиця святого Йосафата Кунцевича у перехідних бароково-класицистичних архітектурних формах на кошти єпископа УГКЦ Порфирія Скарбека-Важинського.
Споруда побудована на місці, де стояв будинок батьків Йосафата Кунцевича. Протягом 15 років каплиця була греко-католицькою, лише в 1795 році передана православній церкві і стала називатись Миколаївською церквою. У 1800 році до храму була прибудована ризниця. Раніше церква не мала куполів на зразок нинішніх.
У 1910 р. церква виконувала функції цвинтарної каплиці, з 1914 до 1939 років використовувалась як парафіяльна. Куполи в церкві суперечать характеру архітектури тих часів. За радянських часів у храмі був склад. Нині Миколаївська церква є храмом УПЦ МП.
Раніше церковне подвір'я було огороджене кам'яним парканом з брамою та хвірткою. До нашого часу збереглася лише оригінальна мурована брама у вигляді арки, що спирається на масивні пілони.
На північний захід від церкви святого Миколи стояла дерев'яна дзвіниця 18 століття — цінний зразок народного будівництва Волині, вона знищена в 1960-1970-тих роках. Сучасна дзвіниця мурована.

## Архітектура

### Церква
Тип невеликого храму періоду раннього класицизму на Волині. Спочатку побудована як каплиця. У 1800 році перероблена під соборну церкву. Кам'яний однонавовий храм з нартексом і прямокутним вівтарним об'ємом. Перекритий хрестовими склепіннями. Коник даху нефа і вівтаря вінчають дерев'яні главки — два восьмерика на четверику (19 століття). Віконні отвори перекриті лучковими арками. Головний фасад увінчаний фронтоном.
Церква — дводільна: складається з прямокутних нави та апсиди, перекритих хрещатими склепіннями. З півночі до апсиди прилягає ризниця. Роги будівлі ззовні прикрашені пілястрами; західний фасад увінчує фігурний фронтон.

### Дерев'яна дзвіниця (зруйнована)
Це була квадратна в плані двоярусна споруда, перекрита досить високим гонтовим наметом. Її нижній ярус був глухий, а кожна грань верхнього ярусу мала вигляд двоаркової дерев'яної відкритої галереї. Грані завершувалися трикутними фронтонами.

## Галерея

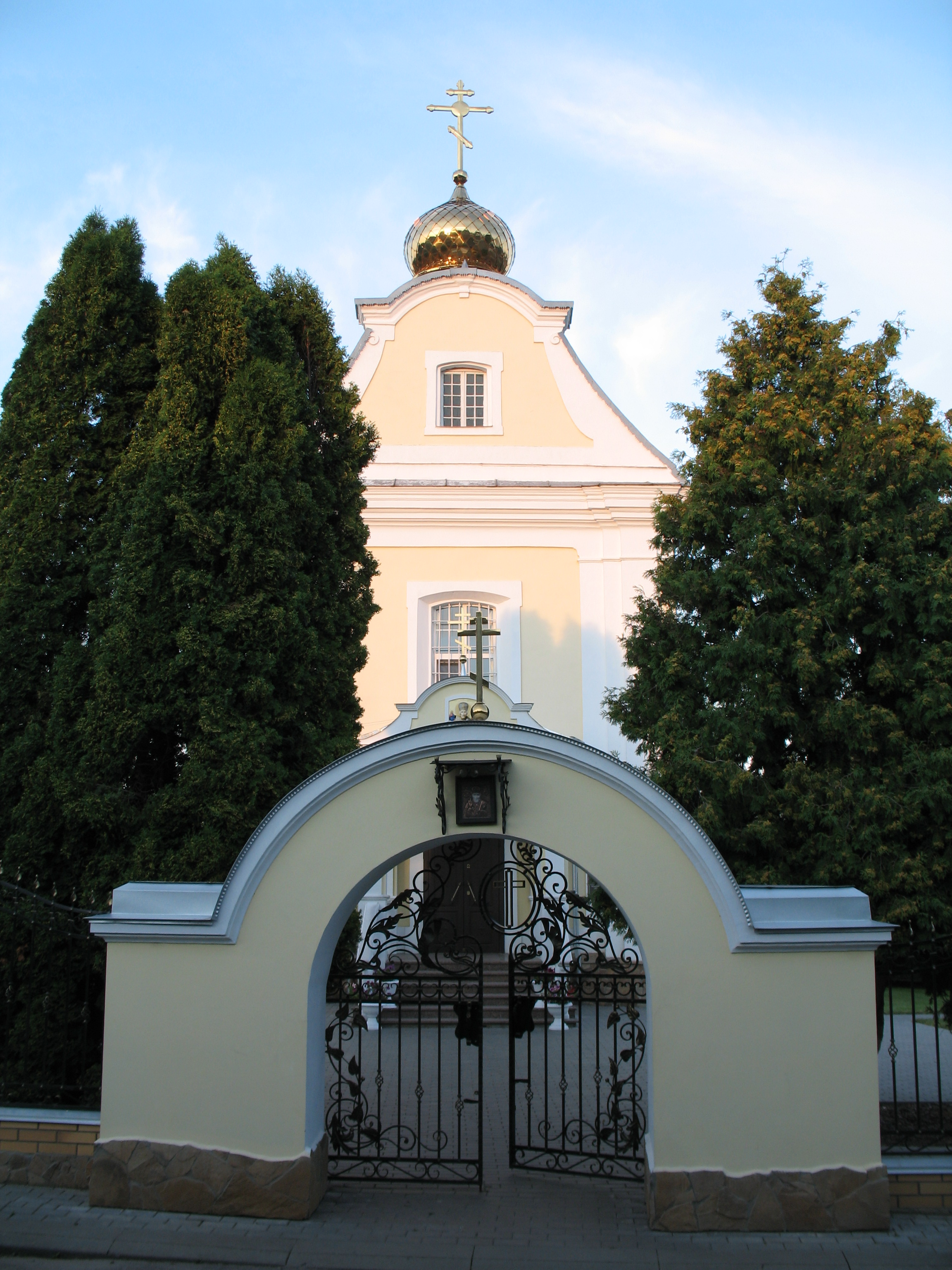
Вхідна брама
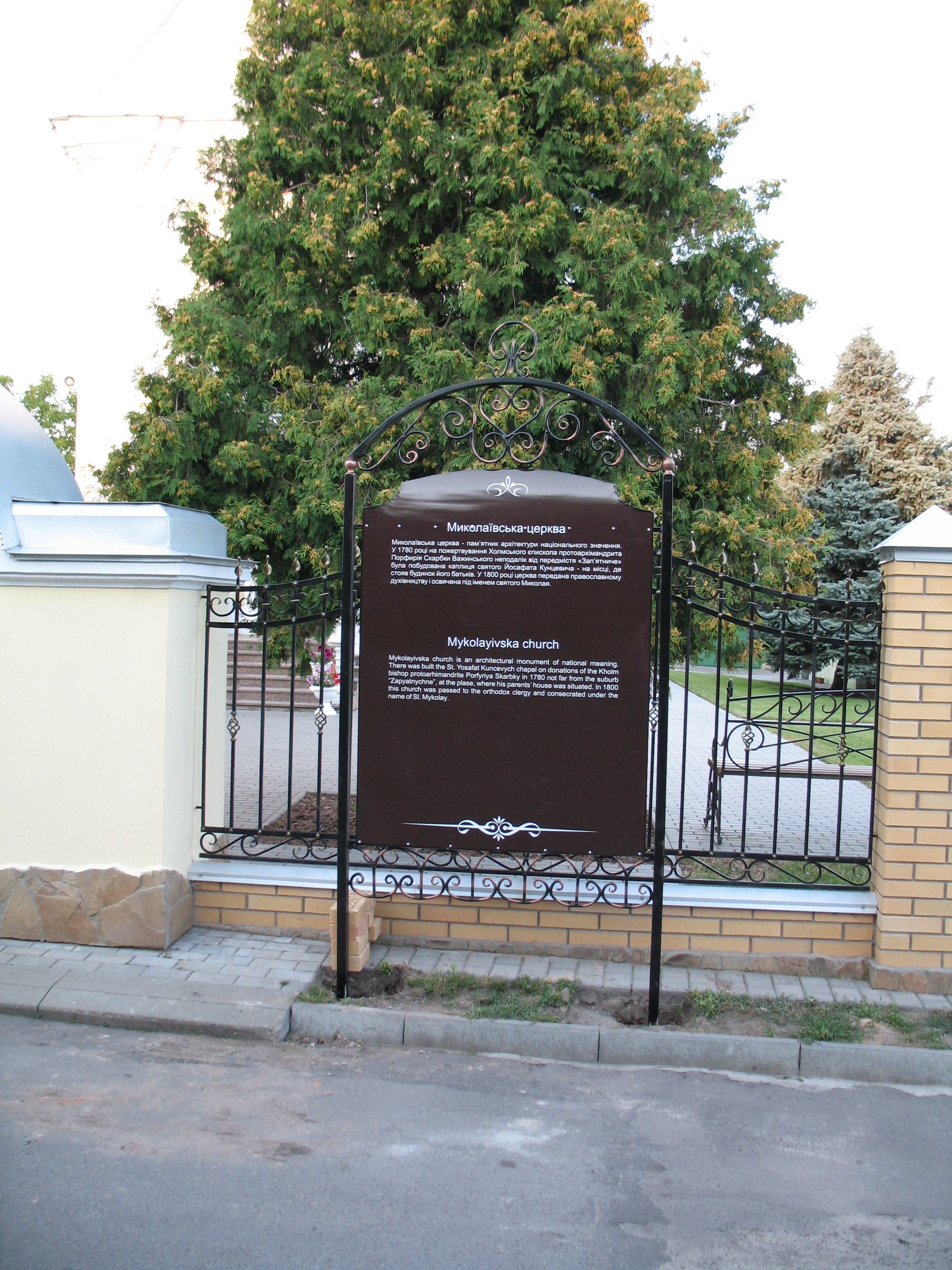
Інформаційний стенд
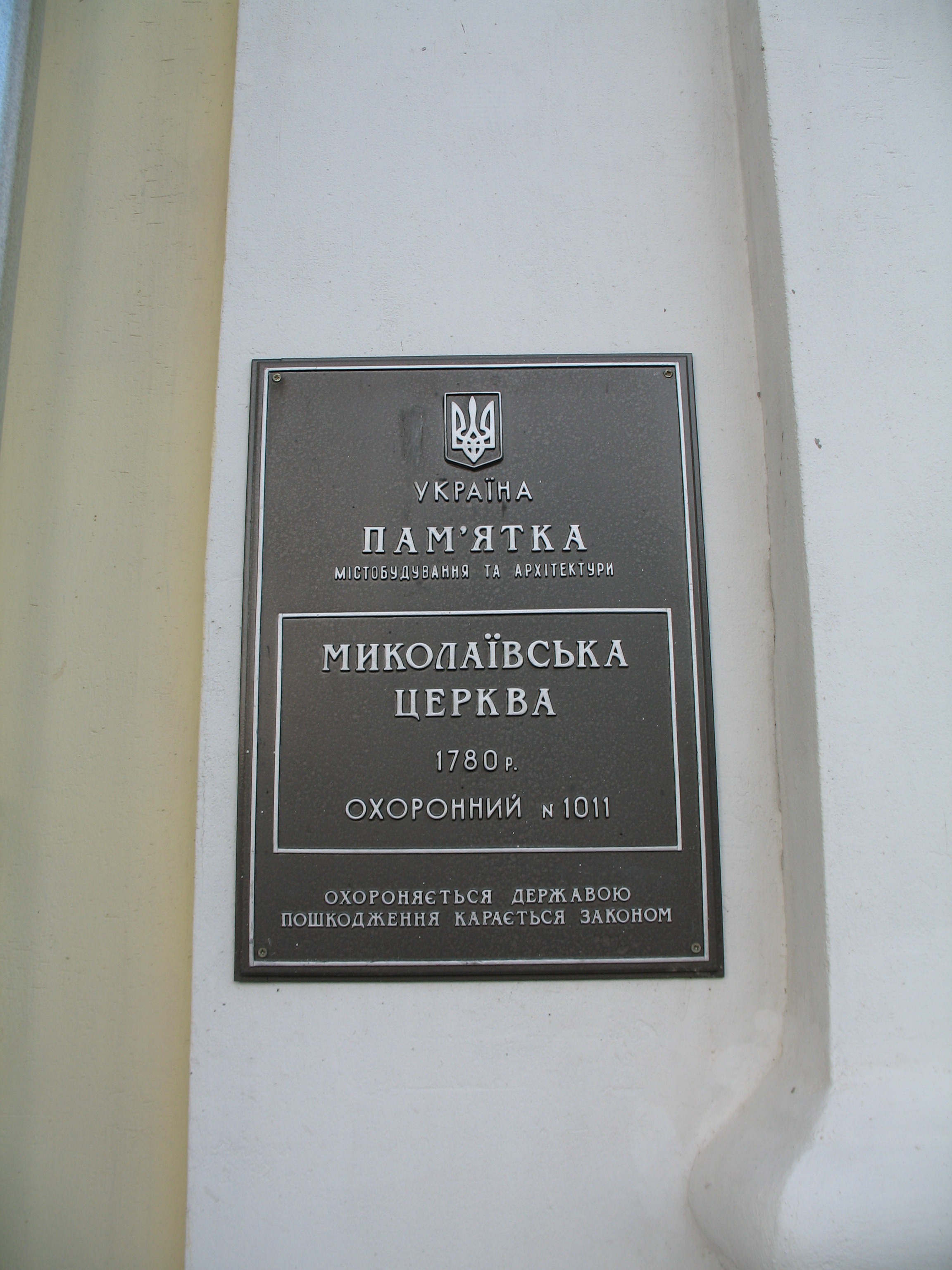
Охоронна таблиця
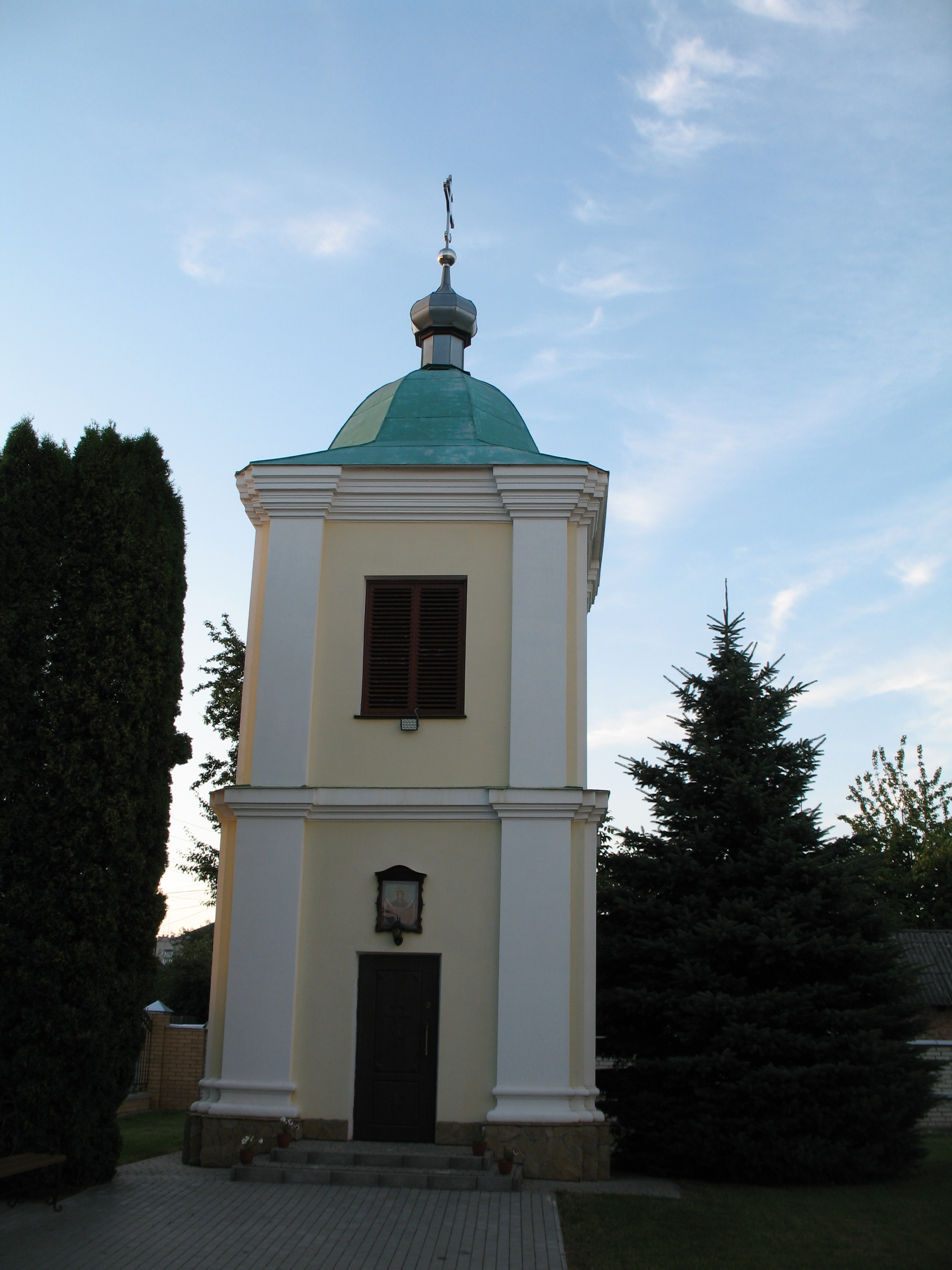
Дзвіниця

## Інтернет-джерела
- Історична Волинь. Церква святого Миколая у Володимирі-Волинському [Архівовано 4 березня 2016 у Wayback Machine.]
- Офіційний сайт Управління культури і туризму Волинської облдержадміністрації. Пам'ятки містобудування і архітектури Волинської області